# 小谷みのり
小谷 みのり（こたに みのり、1995年5月30日 - ）は、日本の元AV女優。ティーパワーズ所属。

## 略歴・人物
熊本県出身。2016年9月にAVデビュー。特徴は高身長と貧乳。
趣味はショッピング。
2020年5月18日にAV引退を発表。このとき1年前から撮影を行っていなかったことを詫びた。

## 出演作品

### アダルトDVD
2016年
- 18歳と10ヶ月 04（9月9日、プレステージ）
- ひたすら絶頂 ひたすらシリーズ No.004（9月30日、プレステージ）
- （素）シロウトTV×PRESTIGE PREMIUM 24（9月30日、プレステージ）
- マジックミラー号 ジム帰りの熟れムレ若妻に拘束電マ責め! 無防備なだらしない胸元・脇がそそる奥さま達の悶絶本気イキ潮吹き10連発! in世田谷（10月6日、SODクリエイト）
- SOD女子社員 Let'sセクハラし放題スペシャルDAYハロウィンパーティー（10月20日、SODクリエイト）※「野崎穂花」名義
- オナサポ学園2!! ぼくの恥ずかしい自慰を見てください（10月25日、煩悩組）
- 今日、エッチな自分に正直になります （11月1日、S-Cute）
- 催眠術師ミッキーBのマゾ催眠（11月1日、えむっ娘ラボ）※「大谷美智子」名義
- 「モデルに興味ありませんか?」 激カワ素人娘を口説いてハメ撮り! 有名になりたい願望があったみたいなので無許可で勝手にAV発売!（11月1日、ナンパJAPAN）※「あおい」名義
- マジックミラー号 「童貞くんのオナニーのお手伝いしてくれませんか…」 街中で声を掛けた心優しいお姉さんが童貞くんを赤面筆おろし! 特別緊急発売編 天使のように可愛くて優しすぎるプレミアム女子大生が4人の童貞くんと真正中出し! （11月10日、SODクリエイト）※「ひなの」名義
- 新・絶対的美少女、お貸しします。 ACT.63（11月11日、プレステージ）
- JK限定! 電マをパンツinしたまま10分間チ○ポ飴舐めれたら10万円!（11月11日、DOC）※「のぞみ」名義
- マジックミラーの向こうには信頼するコーチの奥さん… 陸上部に所属する美人アスリート&真面目なコーチが2人っきりで内緒でこっそりエッチなゲームにチャレンジ! 鍛えられた肉体が敏感すぎてコーチのチ○ポもカッチカチ!? お金の為ならどこまでヤレるの!? SEXできれば即賞金!!（11月11日、DOC）※「山本彩香」名義
- このJKを脅迫してビデオ作りました 示談性交 FILE08（11月13日、EROTICA）
- 汚れを知らないピュア美少女のエッチな日常（11月13日、S-Cute）
- モニタリング 姉×弟×密着オイルエステマッサージ 街行く美男美女の姉弟に声をかけ密室で密着オイルエステマッサージ体験 制限時間30分で1kg痩せれば賞金10万円!! 数年ぶりに触る柔らかい姉の身体に弟のチ○ポは思わずガッチガチ!ふたりはどこまでやってしまうのか?（11月23日、SODクリエイト）※「あすか」名義
- 娘と家庭教師の女を媚薬発情させ近親&レズ3PでW中出しセックス（11月25日、DOC）
- 合コンでお持ち帰りした女子を隠し撮り。 許可無しAV発売。 【其の22】（12月1日、変態紳士倶楽部）
- 妻の連れ子の初々しい躰に発情し媚薬を盛って何度もイカせて子宮に大量中出し 3（12月9日、DOC）
- SOD女子社員 全裸オナニー名簿 25名（12月22日、SODクリエイト）※「野崎穂花」名義
- SODファン大感謝祭! 賢者タイムなし!何発も発射できる猛者が神! 射精無制限ぜつりんバスツアー 超人気女優16人VS一般募集素人ファンによる夢の大乱交! 勢19名 一泊二日79発射!（12月22日、SODクリエイト）
- 憧れ戦隊ヒロインを下僕化 06 幻獣戦隊ファントムV ピンクフェニックス&ブルーペガサス（12月23日、GIGA）
- 美少女即ハメ白書 55（12月23日、ソクハメラボ）
- レズビアン解禁 2 感じすぎる多感症女優の初レズSEX 全身痙攣でイキまくる33絶頂!!（12月25日、セレブの友）

2017年
- こんな美少女に、こんなことしたら背徳感がいっぱい。（1月1日、S-Cute）
- つるぺた妹3人が巨乳彼女に嫉妬してるから子作り（1月1日、ZUKKON/BAKKON）
- マジックミラー号 「EDになってしまった男性を勃起させてくれませんか?」と街で声をかけた夜のお仕事で働く蝶たちが、超舌(ちょうぜつ)テクニックでED君たちのふにゃチンをビンビン勃起チ○コへ!（1月6日、SODクリエイト）※「あきこ」名義
- 100万円を賭けた素人カップル4組の本気SEX 第1回勃起持続コンテスト（1月6日、SODクリエイト）
- SODファン大感謝祭! 裏ぜつりんバスツアー 脱落者救済 熱血SEX塾 発射できないダメち○ぽは私たちがお仕置きよ♥（1月6日、SODクリエイト）
- 羞恥! 男女混合全裸精密検査 同僚が見ている前で体の穴という穴と乳房をじっくりと調べられる女子社員（1月6日、サディスティックヴィレッジ）
- レ○プWelcome娘 夜勤ナースの無防備なパンチラ、そして過剰なスキンシップ!「こいつ誘ってんのか?」と思ってガマンできずレ○プしたらやっぱり自分から腰をふり始めて喜んで中出しまでさせてくれた!（1月6日、サディスティックヴィレッジ）
- 固定バイブイラマチオ×クリトリス吸引電マイカセ×巨根ハードピストン 限界までイカサレテ… （1月7日、SODクリエイト）
- 【異常な同棲ごっこ】 現在公開可能な情報 2 都内某女子大生 みのり 21歳（1月13日、アリスJAPAN）
- 教え子の無防備な乳首を覗いていたのがバレた僕… （2月1日、ワンズファクトリー）
- SOD女子社員スピンオフ作品 女子就活生がSODの採用試験で提出した作品 Vol.2（2月2日、SODクリエイト）※「野崎穂花」名義
- 男に免疫のない多汗症娘は男に触れられ極限状態!汗ダク&大量潮で何度もイキ漏らしゴムを外して生中SEX 2（2月3日、DOC）
- 友人の彼女の誕生日会でパンツ丸見えの彼女を悪ふざけで寝取っちゃった一部始終を撮影した記念VTR ※彼女の友達も一緒に食べちゃいました。（2月7日、クンカ）
- 絶頂微乳スレンダーA（2月13日、MOODYZ）
- 心と身体で癒してくれる清楚美少女のSEX事情（2月13日、S-Cute）
- SOD女子社員 12名が気持ち良くなりながら主観レポート 11SEX+1パイズリ 市場調査一転!おま○こでオナニーサポートへ!（2月16日、SODクリエイト）※「野崎穂花」名義
- 女子力×食ザー（2月19日、エムズビデオグループ）
- 絶頂微乳スレンダーA（2月25日、MOODYZ）
- 超敏感!! Aカップ姉妹のWパイパン潮吹き（3月1日、MOODYZ）
- 貧乳だからブラしなくても大丈夫だと思っていたら超絶敏感乳首が胸ポチしちゃった女子（3月2日、AKNR）
- 素人アイドル候補生×生ハメ中出し面接 2（3月7日、ATLANTIS-H）
- ド貧乳サスペンダー。 アヘ顔ヤバすぎ敏感少女。（3月13日、ミニマム）
- ガチナンパ! 素人さんにお願いしまくって生パン見せてもらった後に素股までさせてもらっちゃいました。 PART.34（3月15日、ピーターズ）
- 120%リアルガチ軟派 vol.46 in 立川&町田（3月17日、プレステージ）※「さとみ」名義
- 完全主観 女のオーガズムは男の10倍! 女目線で自分のカラダがイキまくる! 女だらけのいいなりレズ絶頂温泉旅行（3月18日、SODクリエイト）
- パツパツ尻パンストに擦りつけたい。 近所の若妻たちのムチムチ太股パンストを見てたら、奥さん達も夫以外の男に見られて大興奮!私とエッチしたいの?（3月18日、SWITCH）
- 淫蜜拷問女人集団 ポルチオレズエステ 〜凄まじき痙攣!愛憎の絶頂処刑にイキ堕ちて〜（3月19日、レズれ!）
- 孕ませ美少女 オヤジの生チ○ポで種付け撮り4連発!（3月24日、S級素人）
- JK姪っ子に何度も射精させられた僕…（3月25日、MOODYZ）
- 異常感度の小谷みのりが声我慢&濡れ我慢ミッションに挑戦!クリア出来たらイグイグ痙攣中出しセックス（4月1日、乱丸）
- 小悪魔挑発GAL 〜私のパンチラであなたのオナニー管理してあげる〜（4月1日、MARRION）
- 近所の○校に通うJKの携帯動画 (4月6日、AKNR)
- Wパイパン女子校生レズビアン みのりとゆかり 2人だけの世界（4月7日、h.m.p）
- 可愛い顔してデカ尻!!（4月19日、MARRION）
- Aカップパイパンメイド密着ご奉仕SPECIAL 2（5月1日、MOODYZ）
- 貧乳ですが何か? 貧乳コンプレックスのある美人OLが会社帰りに通う秘密の自己啓発セミナー（5月1日、MARX）
- モニタリング 終電を逃した新卒OL×男上司が一人暮らしの女部下宅で過激スキンシップ… 火がついた2人は出社時間ギリギリまでSEXに没頭!!!（5月3日、SODクリエイト）※「ゆうこ」名義
- JKアソコに電マしたまま生電話 〜10分耐えたら賞金ゲット!!〜（5月5日、DOC）※「ゆい」名義
- 先輩不愉快 先輩ムカつきますので奥さん頂いてます（5月13日、GALDQN）
- マジックミラー号 「早漏に悩む男性の暴発改善のお手伝いしてくれませんか?」 病院近くで声をかけた心優しいナースが敏感チ♡ポを励まし互いに何度も気持ちよくなる連続射精SEX!! 8（5月18日、SODクリエイト）※「かな」名義
- SODファン大感謝祭×真正中出し 射精無制限ぜつりんバスツアー(※素人男性18名参加)（5月18日、SODクリエイト）
- こじらせ女子校生ペット Vol.001（5月19日、プレステージ）
- 性格良しAV女優 貸します。 Vol.002（5月26日、BAZOOKA）
- SODファン大感謝祭! まだまだ終わらないぜつりんバスツアー 脱落した素人が人妻軍団に強制イカせ奉仕&本編出演超豪華女優の完全主観フェラ!(※素人男性18名参加)（6月1日、SODクリエイト）
- セクシー女優の赤裸々女子会 プライベートからセクシー業界まで、彼女達のありのままの思いを全て話しますSpecial! 2（6月1日、AKNR）
- 快感我慢してマ○コを締めろ! 第1回ノーパンローターぶらぶらブラ下げ膣圧相撲対決（6月1日、はじめ企画）※「さやか」名義
- マジックミラーの向こうには大好きなお母さん… 思春期の年ごろな娘＆新しいお父さんが2人っきりでこっそりエッチなオイルマッサージにチャレンジ! オイルを弾くほどの若い娘の生マ○コ素股に暴発寸前の義父チ○ポがズブっと挿入!? お金のためならそこまでやるの!? 2（6月2日、DOC）※「さやか」名義
- シン・肉便器これくしょん改 ユニットバス 近親相姦隔離監禁 CASE028（6月9日、&RiBbON）
- 黒木いくみ×小谷みのり 媚薬漬け感泣(涙)のレズビアンSEX（6月13日、セレブの友）
- 熊本出身の全身クリトリス娘みのりちゃん アイスクリーム屋アルバイト（7月1日、AV）※「みのり」名義
- 自ら膣奥までゆっくり挿れたり出したりしてくれる生ハメ温もり騎乗位で優しく癒す女子マネージャー いつでも好きな時に生中出しOK JK尻リフレ（7月6日、SODクリエイト）
- 令嬢調教 懐妊までの監禁凌辱… 地獄の30日間（7月13日、オーロラプロジェクト・アネックス）
- 大好きなカノジョをハメ撮りしちゃいました。（7月13日、S-Cute）
- 美脚×ハイレグ×ストッキング眼鏡 VOL.003（7月14日、BAZOOKA）
- 時間停止チャレンジ 時間をとめられる男(自称)VS超ビンカン女優（7月19日、ワンズファクトリー）
- 奴隷市場 家畜の縄宴（7月19日、バミューダ）
- ち○ぽ洗い屋のお仕事 16 〜未成年女子校生 ver.3〜（7月20日、SODクリエイト）
- 超長回しセンズリ用 JKつるりんパイパンおま○こ挑発 2（7月25日、アロマ企画）
- 突然パンチラで挑発されてこっそりシゴいちゃった僕。 その14（7月25日、アロマ企画）
- 父に犯され続ける娘の近親相姦映像（7月28日、I.B.WORKS）
- JK限定 競泳水着で固定電マ! イキ我慢できれば即賞金!（8月4日、DOC）※「あさみ」名義
- 絶頂と言う名の屈辱 男をイカせまくる最強の快楽女王が 媚薬性感地獄に堕ちて肉奴隷と化す（8月6日、Baby Entertainment）
- 寸止めレズ痴漢 4 真夏の増量版 敏感なクリ弄りと乳首責めで焦らされ発情する女子高生（8月10日、ナチュラルハイ）
- 乳首を触るだけで痙攣が止まらない 敏感体質の胸ぺったん少女 2（8月10日、AKNR)
- ドキュメンTV×PRESTIGE PREMIUM 家まで送ってイイですか? 09（8月18日、プレステージ）※「あかり」名義
- 孕ませ美少女8人4時間 オヤジの生チ○ポで種付け撮り8連発!（8月25日、S級素人）
- ハーレム痴女エステ 〜最高級セラピスト10名の究極おもてなし〜（9月1日、痴女ヘブン）※AV OPEN 2017 企画部門エントリー作品
- ビビアンズが衝撃の卒業発表!? 業界内外から大集結!!ビビアンズ争奪ファン感謝祭!!〜最強のビビアンズ好きレズビアンは誰だ!?〜（9月1日、ビビアン）※AV OPEN 2017 マニア部門2位
- ハーレム婚で5人の美人妻と結婚し、毎日日替わり子作りSEX（9月8日、BAZOOKA）
- あの日からずっと…。 緊縛調教中出しされる女子校生（9月13日、無垢）
- 中年オンナの濃厚な媚薬べろキスと唾液レズテクでケダモノ化するJK（9月21日、ナチュラルハイ）
- 大好きな愛娘と母親の居ぬ間に一緒にお風呂（9月21日、アイエナジー）
- 媚薬緊縛レイプ 媚薬でイカされ、縛られて嬲られる人妻たち…（9月22日、REAL）
- 90%以上は嫌だが 学校の仕組み・組織・権力に屈した「フェラチオ」（10月5日、SODクリエイト）
- 一徹がSEXの家庭教師はじめます（10月5日、GIRL'S CH）
- ガードのユルそうなスケベ女子大生限定! 「テレビの取材で…」と声をかけ、Hな質問攻めでその気になった現役JDは友達がいるにも関わらず羞恥固定バイブでイキまくる!（10月13日、S級素人）※「みのり」名義
- 直下型パンチラ挑発（10月13日、アロマ企画）
- 「一度でいいから揉んでみたい!」発達し過ぎた女子校生のデカ尻妹に兄が睡眠薬を隠れて飲ませて、夢の豊満尻を堪能し何度も中出し! 2（10月13日、V&R PRODUCE）
- 寝ている女子校生の妹にイタズラしていたら逆に生ハメを求められて、もう発射しそうなのにカニばさみでロックされて逃げられずそのまま中出し!（11月2日、アイエナジー）
- いつでも射精できる! 抜きやすい挑発パンチラ コレクション4（11月13日、アロマ企画）
- 下衆の口説き 「一生のおねがいっ!ぼく、女の人とHしたことないからマ○コ見せて」 訪問介護に来た心優しい女子大生ボランティアさんを口説き倒してヤル。（11月16日、SODクリエイト）
- 自殺もんだな、こんな性癖。 毎日スゴテクのおじさんから徹底的にマ○コの弱い部分を責められてチ○ポ堕ちする美女の陵辱中出しセックス 6人4時間（11月25日、ビッグモーカル）
- 本番・中出しは当たり前! 昇天必須! 他では味わえない極上プレイを体験させてくれる裏風俗を徹底公開 知られざる『一見NG』の伝説のお店や最新風俗まで…夜の街の闇を独占公開!（12月7日、SODクリエイト）
- 家政婦呼んだらまさかのスク水ニーハイ姿のデカ尻娘が! ハミ出る尻肉! 足に張りつくニーハイに興奮した僕は我慢できず即ハメ生挿入! 膣奥に響く激ピストンで何度もイキまくり! 気持ち良過ぎて何度も中出し懇願! 3（12月8日、V&R PRODUCE）
- 波多野結衣 チ○ポ狂いのガニ股腰振り 3SEX（12月13日、セレブの友）
- マジックミラー号 街で見つけた10代美少女に童貞のフリした絶倫男が激ピストン!! 何度イっても無視しガン突き再開! イったあとのマ○コはキュッと締まってエビ反り真正中出し 2（12月21日、SODクリエイト）
- SODファン大感謝祭! 歴代専属女優大集合! SODstar2名含む 超豪華超人気女優16名と一般募集素人ファンによる夢の大乱交! 1泊2日! 総発射数72発 射精無制限 ぜつりんバスツアー 2(※素人男性18名参加)（12月21日、SODクリエイト）

2018年
- 突然、どろっどろ精子が降り注がれる日常 学園生活で「常にぶっかけ」女子○生（1月11日、SODクリエイト）
- SODファン大感謝祭! （裏）ぜつりんバスツアー 2 私たちを絶頂させたら敗者復活させてあげる♪ 業界随一の敏感M娘 小谷みのり 永井みひなをイカせまくれ! &本編出演超豪華女優14名の主観Wフェラ×7コーナーも収録!(※素人男性18名参加)（1月11日、SODクリエイト）
- 「私…お父さんの子供妊娠する!」 女子○生のデカ尻娘が突然訪ねた大好きな父の家にはまさかの婚約者が…。 絶対に取られまいと馬乗り生挿入! ガッチリホールドで強制的に何度も何度も膣内射精させられる! 2（1月12日、V&R PRODUCE）
- 自画撮りパンチラ挑発（2月13日、アロマ企画）
- 100%女を堕とす凄テク!! イケメン過ぎるヴァイセクシャル女子が小谷みのりを噴かせまくりのレズタチDebut!!（2月19日、ビビアン）
- 未知の快感に何度もエビ反りイキさせられて恥じらいSEX! 学校帰りのうぶな女子○生に新作のオモチャのモニターになって下さいと声をかけ初めての大人のオモチャ体験（2月22日、アイエナジー）
- えっちな女子○生の淫語かたりかけぐちゅぐちゅ 連続絶頂 ブルマオナニー（2月22日、アイエナジー）
- クリトリスの形までクッキリわかる! イキまくりパンツ越しオナニー（2月25日、アロマ企画）
- 【ガチ撮り!スリル度200パーセント】 他の撮影中にバレないようにSEXができるか!?（3月8日、AKNR）
- Hide&Seek IV（3月8日、SILK LABO）
- AV女優 裸コレクション 第七弾（3月9日、V&R PRODUCE）
- イカセ拷問 姦犯 大股開きで絶叫悶絶しまくり!（4月27日、REAL）
- 一番恥ずかしい穴!じっくりアナルガン見 (10月11日、アキノリ)
- 妄想アイテム究極進化シリーズ ボディジャック RE:0から始めるオフィス憑依のススメ (11月8日、ROCKET)
- 口内・ベロ・接吻（11月22日、AKNR）
- 絶頂中出しピストン騎乗位（12月6日、グローリークエスト）

2019年
- 「ちっちゃくても好き…?」 Aカップ寄りの貧乳に悩みノーブラで過ごす妹がお兄ちゃんの手を借りておっぱいを大きくしようと試みると…（1月18日、プレステージ）
- 羞恥洗脳ハイグレ人間にされちゃった 4  ハイグレ光線銃復活SP（2月7日、ROCKET）
- J○見学倶楽部の特殊なサービス 5（2月21日、Mr.michiru）
- デリヘルで呼んだ娘が、敏感すぎて潮吹いて僕の部屋をビショビショにするので怒ったらヤラせてくれたけど、感じまくりまさかの連続イキ! 更にハメ潮吹きまくって困った! 6（3月7日、アイエナジー）
- 2倍楽しめる穿き替えパンチラ 制服プリーツスカートの中はカラフルワールド（3月13日、アロマ企画）
- 生徒や教育実習生にアナルセックスを推奨・実践する 肛門性愛学園（3月21日、サディスティックヴィレッジ）
- 新 淫乱淫語ディルドオナニー スケベ汁でおま○こグッチョグチョ!（3月25日、アロマ企画）
- 清楚なお姉さんも本当は淫れたい 禁断の妄想連続アクメ願望（4月13日、アロマ企画）
- 街で噂のWアナルソープ マ○コ＆アナルとお口の6穴使い放題の生中出しオプションも無料の超優良店 しかもWパイパン!（4月13日、無垢）
- ビバ! 顔面騎乗椅子! イスに擬態する男と座面からクンニでイキまくる女の子（4月25日、アロマ企画）
- 乳首責め専門デリヘル嬢に騎乗位で生中出し 3（5月23日、Mr.michiru）
- 濡れてテカってピッタリ密着 神スク水（5月23日、親父の個撮）
- よつんばいフェラ 8 ～腰を落としてお尻は高く、手の平は床で膝は肩幅に～（5月25日、SEX Agent/妄想族）
- 容赦無き調教奴隷イラマチオ 5 ～ガバマン以上オナホ未満～（5月25日、SEX Agent/妄想族）
- 囚われの危機に陥る女 不覚にも股縄で感じてしまったマゾ娘（6月7日、シネマジック）
- ビラコキ ～ぷにぷにのマン肉、ぬるぬるのワレメ、クリへの刺激～（6月25日、SEX Agent/妄想族）
- 知的な眼鏡女性と見つめ合う完全主観フェラ ～いきり勃つ肉棒を見つめるフレームの向こう側の潤んだ瞳～（6月25日、SEX Agent/妄想族）
- 『私を見て…』 母の男に日々迫られる性的要求を抵抗し続けるも我慢の限界で追い出す為の証拠映像を撮るハズが、徐々に他人に見られる興奮に堕ちていくギャル女学生（6月27日、First Star）
- 10分で2度抜き手こきサロン 2（7月25日、アロマ企画）
- お尻の穴の収縮とシワの本数までバッチリ分かるアナルひくひくオナニー 2（7月25日、アロマ企画）
- サエない僕に同情した女子校生の妹に「擦りつけるだけだよ」という約束で素股してもらっていたら互いに気持ち良すぎてマ○コはグッショリ! でヌルっと生挿入! 「え!? 入ってる?」でもどうにも止まらなくて中出し! 7（8月8日、アイエナジー）
- クリトリスの形までハッキリわかる! ノーモザイク連続絶頂パンツ越しオナニー 2（8月22日、アイエナジー）
- もしものSEX（11月1日、S-Cute）

### イメージDVD
- 純潔乙女（2016年12月23日、サムバディ）※「小島裕子」名義
- 告白的体験トーク（2017年3月24日、サムバディ）※「小島裕子」名義
- Minori 敏感ラブリードール（2017年8月17日、REbecca）

### VR
2017年
- オイルエステSEX 最高級射精デトックス（5月1日、ブイワンVR）
- 潮吹きJK 生中出し（5月1日、ブイワンVR）
- フェラするJK 感じてる顔見せて（6月5日、ブイワンVR）
- 転校初日から女子高生3人がかりで発射に追い込まれちゃった（6月16日、アロマ企画）
- 「お店には絶対言わないでくださいね…」 素股で我慢出来なくなった女子校生デリヘル嬢と秘密のVRセックス（8月19日、KMPVR）
- ハーレム婚でエッチな美人妻たちと結婚し、毎日日替わり子作りSEX 【今日はりのの日】（8月23日、KMPVR）
- W手コキ 美少女に責められまくる!（9月16日、ブイワンVR）
- レズ体感VR 女のオーガズムは男の10倍! 女目線で自分のカラダがイキまくる! いいなりレズ絶頂3P（12月22日、SIDVR）

2018年
- 直下型ガンキVR（1月12日、SODVR）
- 隣の病室から突然来たみのりちゃんと超敏感SEX（4月26日、アロマ企画）
- 真下からの神アングル痴漢VR（12月21日、ROOKIE VR）

2019年
- 常にパンチラとブラチラが見れるラッキースケベ電車（1月4日、ROOKIE VR）
- 掃除の時間 雑巾がけパンチラVR（3月1日、SODVR）
- 唾飲みVR3 ハーレム唾たらしSP（3月22日、SODVR）

### 写真集
- ぐるっとまわせる！原寸大おっぱい図鑑3D（2019年2月4日、一迅社　撮影：須崎祐次、監修：安田理央）‐Bカップモデル[4] ISBN 978-4-7580-1631-5

## テレビ
- 魚拓と成瀬のツキとスッポンぽん #114,#115（2016年11月6日,13日、パチ・スロ サイトセブンTV）